# Nokia Lumia 920
Nokia Lumia 920 er en smartphone for Windows Phone 8, som blev præsenteret første gang 5. oktober 2012 og kom på markedet i Danmark 29. november 2012.  Flere steder var telefonen udsolgt allerede samme dag. Dette gjaldt også i Tyskland, Sverige, Norge, England og USA, da telefonen udkom der. Der er generelt stor efterspørgsel på telefonen.
Nokia Lumia 920 er sammen med Nokia Lumia 820, Nokia Lumia 822, Nokia Lumia 810 og Nokia Lumia 620 selskabets første smartphone, der kører Windows Phone 8. Sidenhen, til Mobile World Congress 2013, har Nokia præsenteret Nokia Lumia 520 og Nokia Lumia 720. Kun modellerne x20 bliver tilgængelige i Danmark.

Nokia Lumia 920 har vundet prisen som årets telefon, valgt af brugerne i 2013. I Mobilsiden.dk's anmeldelse, opnåede telefonen topkarakter, 6 ud af 6 stjerner.

## Trådløs opladning
En nyhed fra Nokia er trådløs opladning (Qi), som bruges ved hjælp af en opladerpude eller stander. Nokia har ydermere et samarbejde med finske Fatboy, som har lavet en Fatboy-opladerpude. 
Seneste nye tiltag er trådløs opladning i bilen. Da Lumia under støtter fri navigation, er det ikke underligt at tænke, hvorfor der endnu ikke fandtes en oplader til bilen. Derfor har Nokia udviklet en trådløs billader samt holder, så man kan lade telefonen trådløst op i bilen, mens man bruger telefonen som GPS
Telefonen har flere trådløse egenskaber, bl.a. med et nyt headset fra Monster Inspiration, hvor man "tapper" (lader telefonen røre) headsettet (eller højtaleren), og så afspilles der lyd. 
Et eksperiment har vist at telefonen registrerer strøm, hvis den lægges på en induktionskogeplade. Dette bør dog ikke prøves hjemme.

## Materiale og farver
Telefonens materiale og farver er en videreudvikling af de tidligere full-body polycarbonatcovers, som bl.a. Nokia Lumia 900 har. Coveret er fuldt gennemfarvet, så der ikke dukker en ny farve op, hvis der skulle slås et hjørne af, ved fx tab. Ridser er meget svære og se, og i enkelte tilfælde kan man med en finger helt fjerne ridsen (den er afprøvet red.). I Danmark kommer telefonen i farverne hvid, sort, gul og rød. I andre lande udkommer telefonen i den velkendte cyan (lyseblå) og grå. Telefonerne er blanke i coverets overflade, sammenlignet med et højglanskøkken, på nær den sorte model, som er mat.
Skærmen er lavet af Corning Gorilla Glass, som er en stærk glastype. Glasset er buen i kanterne, så man ikke kan føle overgangen fra skærm til kant. Nokia Lumia 800 havde også denne slags skærm, Nokia Lumia 900 havde ikke buet glas. 
Rammen rundt om linsen samt de tre knapper (volumen, power og kamera) på højre side af telefonen er lavet af et keramisk materiale, der i følge Nokia, er det stærkeste materiale efter diamant. Det er praktisk talt umuligt at ridse disse dele ved normalt brug. Grunden til at materialer er keramisk er på grund af den trådløse opladning. Det keramiske materiale gør disse dele mørkere end på de forgangne modeller. På de ældre Lumia-modeller var disse lavet af plastik, og kunne utrolig nemt ridses.

## Kamera
Kameraet i telefonen er 8,7 MP og bruger Nokias PureView-teknologi med optisk billedestabilisering. Linsen er fra Carl Zeiss. Linsen er ophængt for at minimere rystelser, fx når man tager film. Desuden kan kameraet opfange mere lys end andre konkurrerende smartphones og bliver af mange omtalt som det bedste kamera i en smartphone til dato, med undtagelse af Nokia 808 PureView, som har hele 41 MP kamera.

## Specifikationer
- System: Windows Phone (version 8.0)
- Skærm: 4,5" Corning Gorilla-Glass
- Mobilnet: LTE/4G (100/50 Mbps), Turbo 3G (42/5,76 Mbps) og GSM
- Lokale tilslutninger: Wi-Fi (11 a/b/g/n), Bluetooth og USB
- Kamera, primært: 8,7 megapixel (billeder) og 1080p (video)
- Kamera, sekundært: 720p (video)
- Processor: Dual 1,5 GHz Snapdragon S4
- RAM: 1 GB
- Hukommelse: 32 GB
- SD-kort: nej
- Batteri: 2000 mAh
- Vægt: 185 g